# Joaquim Soler i Ferret
Joaquim Soler i Ferret (Barcelona, 10 de setembre de 1940 - Barcelona, 5 d'octubre de 1993) fou un escriptor i crític literari català. Treballà a Catalunya Ràdio i fou membre del col·lectiu Ofèlia Dracs.

## Biografia
Nascut el 10 de setembre de 1940 a Barcelona, inicià els seus estudis en un seminari i treballà en diferents oficis. La seva novel·lística, bastida com una alternativa al realisme, s'inicià amb Laberint sense (quasi plagi) (1978), Camil i Adelf (1980) i La prova del mirall (1981), obres que incideixen en les coordenades d'una literatura imaginativa i lúdica, a frec sempre de l'experimentació. La seva obra ha continuat amb Una furtiva llàgrima (1982), premi Ciutat de Palma de novel·la; Cambra de bany (1985), premi Prudenci Bertrana de novel·la, i A una sola veu (1992), premi Víctor Català. Conreà també la narrativa juvenil: El fantasma del Fluvià (1981). Fou membre fundador del col·lectiu Ofèlia Dracs. Va fer col·laboracions a Ràdio 4 i des del seu inici, el 1983, a Catalunya Ràdio on, des del 1985 fins al moment de la seva mort, el 1993, va dirigir, realitzar i conduir l'espai de creació literària La porta dels somnis . Més de dos-cents programes dedicats al món de la literatura. Col·laborà assíduament en la premsa escrita, diaris i revistes, tant a títol individual com en tant que membre del col·lectiu Trencavel o de l'Ofèlia Dracs (Diari de Barcelona, El Punt, El Correo Catalán, Avui, Arreu, El Món, La Pansa, Lluita, Xarxa, Al Vent, L'Hora, Treball, etc.). De la seva experiència en l'àmbit de la premsa escrita, però, cal destacar la seva vinculació estreta a la majoria de projectes de revistes satíriques en català (Amb potes rosses, el Drall, La Pansa). Morí el 5 d'octubre de 1993 a la seva ciutat natal als cinquanta-tres anys.

## Obres[4]
| - Laberint sense (quasi plagi) (1978) - Camil i Adelf (1980) - La prova del mirall (1981) - El fantasma del Fluvià (1981) - Una furtiva llàgrima (1982) - Cambra de bany (1985) - París no existeix (1985) - El silenci de la musculatura (1987) - El quarto de les figues (1989) - Antoni Munill: Apunts per a una biografia apassionada (1991) - Anestèsia (1991) - N'Alec de H'Hug (1992) - A una sola veu (1992) - Paraules de Pòtima (1993) - Essa de Dracs (1994, pòstum) - "París Bis" (2013, pòstum) | - Poemes i narracions (1984) - Mirall d'aigua, reflexos del port (1992) - 24 escriptors 24 hores a la Rambla (1993) - Entre la poesia en prosa i el conte literari. Sobre la literatura d'E. Martínez Ferrando - Deu pometes té el pomer (1980) - Lovecraft, lovecraft (1981) - Negra i consentida (1983) - Essa efa (1985) - Boccato di cardinali (1985) - Misteri de reina (1994, pòstum) |

## Premis i guardons
- Premi Hilari d'Arenys, per Poemes desapamats
- Premi La Sonrisa Vertical, per Deu pometes té el pomer
- Premi L'Esparver, per El fantasma del Fluvià
- Premi Ciutat de Palma de novel·la, per Una furtiva llàgrima
- Premi Prudenci Bertrana de novel·la, per Cambra de bany
- Premi Ciutat de València, per El silenci de la musculatura
- Premi Víctor Català, per A una sola veu